# نجمة الصبح
نجمة الصبح هي موقع أثري وخربة تقع في سهل الحولة قضاء مدينة صفد، وتتمدد على أراضيها اليوم مستوطنة "أييلت هشاحار [الإنجليزية]"، وعرفت القرية كخربة تابعة لقرية كراد الغنامة فيها أعمدة وصهاريج قديمة.

## الموقع
تقع خربة نجمة الصبح في سهل الحولة شرقي شمال مدينة صفد في الأغوار، وفي جانب هذه الخربة تقع تل الصفا مغارة الصفا وتحتوي على أكوام حجارة ومدافن وصخور منحوتة من العصور القديمة، وعلى بعد كيلومترين منه يقع موقع قدح الأثري الذي يعود للعصر البرونزي.